# Ruthin Castle

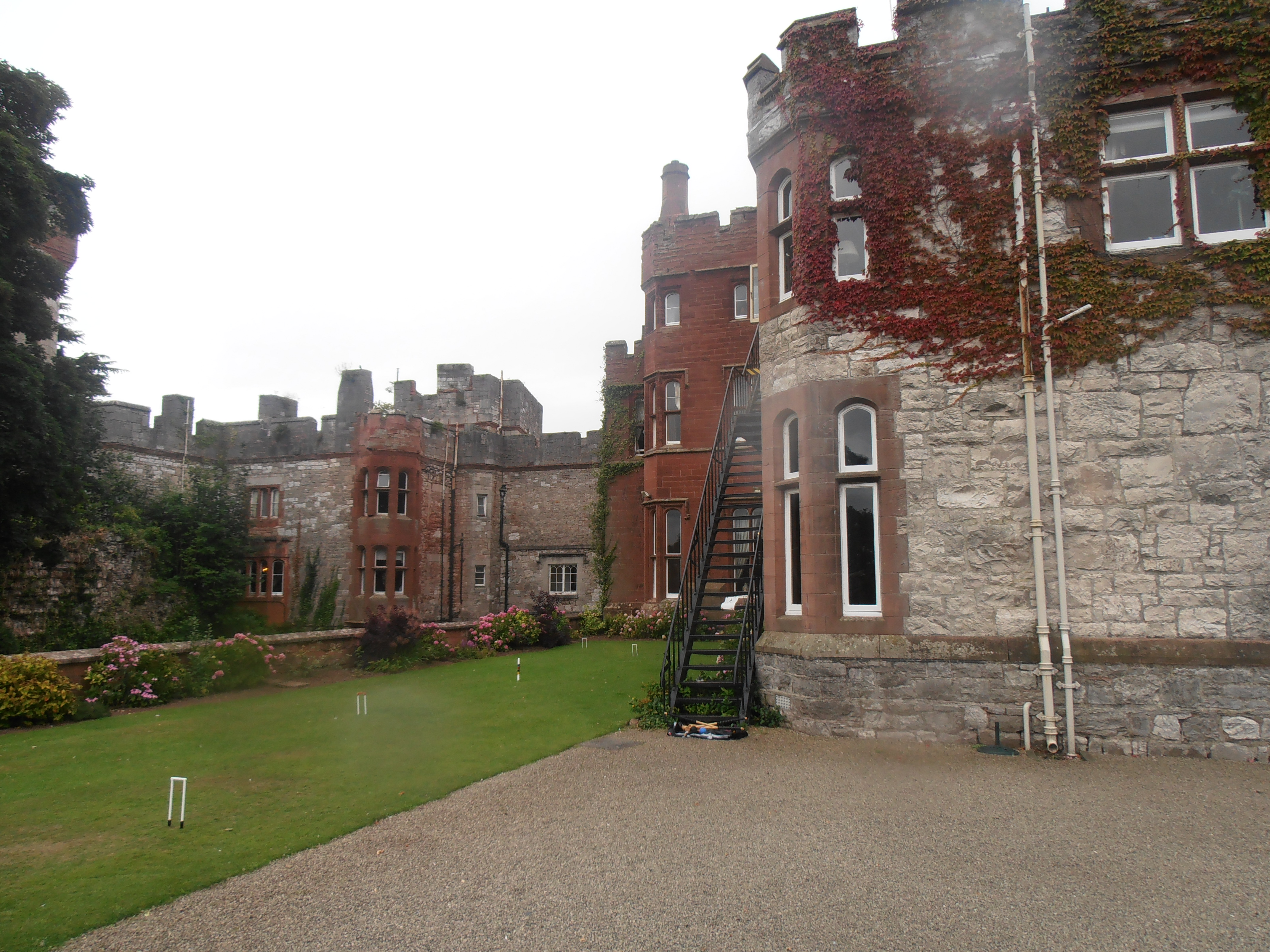
Das neue Castel Ruthin Hotel anschließend an die alte Burg

Ruthin Castle (walisisch: Castell Rhuthun) ist eine mittelalterliche Befestigungsanlage in der Nähe der Stadt Ruthin im Vale of Clwyd in der walisischen Grafschaft Denbighshire. Sie wurde Ende des 13. Jahrhunderts von Dafydd ap Gruffydd, dem Bruder des Prinzen Llywelyn ap Gruffydd, auf einem Grat aus rotem Sandstein über dem Tal angelegt. Ein Teil der alten Mauern ist heute noch erhalten und bildet einen Teil des modernen Ruthin Castle Hotel.

## Geschichte
Ruthin Castle liegt auf einem Gelände, das erstmals in der Eisenzeit ein Fort trug. 1277 verlehnte König Eduard I. von England das Land an Dafydd ap Gruffydd als Lohn für seine Unterstützung bei der englischen Invasion von Nordwales. Es ist nicht klar, ob es damals ein Fort an dieser Stelle gab oder ob Dafydd die Burg neu begründete. Die Burg erhielt ursprünglich den gälischen Namen Castell Coch yn yr Gwernfor (dt.: Rote Burg im großen Sumpfland).
Die Burg war die Operationsbasis dieses Zweiges der adligen De-Grey-Familie und erhielt den Titel der Barone Grey de Ruthyn und ihr Familienoberhaupt war der Marcher Lord von Dyffryn Clwyd. Sie war auch die Basis für Reginald Grey, 3. Baron Grey de Ruthin, der die Rebellion von Owain Glyndŵr angefacht haben soll.
Zu Beginn des englischen Bürgerkrieges befand sich die Burg in einem Zustand des Verfalls und die notwendigen Arbeiten zur Wiederbefestigung wurden hastig durchgeführt. Ruthin Castle widerstand 1646 einer elf Wochen dauernden Belagerung durch parlamentaristische Truppen, bevor es aufgegeben wurde, als die Angreifer ankündigten, die Mauern unterminieren zu wollen. Oliver Cromwells Truppen zerstörten später die Burg im Rahmen einer Schleifung, damit die Burgen in der Zukunft nicht mehr militärisch genutzt werden konnten.

### 20. Jahrhundert
1923 wurde in der Burg das erste britische Privatkrankenhaus für die Untersuchung und Behandlung verborgener, innerer Krankheiten eröffnet, aber um 1950 wieder geschlossen. Seit den 1960er-Jahren wurden die Überreste der Burg in ein Hotel eingebunden. Ein bekannter Gast dieses Hotels war Prinz Charles, der dort 1969 die Nacht vor seiner Investitur als Prince of Wales auf Caernarfon Castle verbrachte.
Ruthin Castle gilt als historisches Bauwerk I. Grades und Scheduled Monument.